# Malapterurus microstoma
Espèce
Synonymes
- Malapterurus microstomus Poll & Gosse, 1969[2]

Statut de conservation UICN

 LC  : Préoccupation mineure
Malapterurus microstoma est une espèce de poissons-chats électriques de la famille des Malapteruridae et originaire du bassin du Congo.

## Systématique
L'espèce Malapterurus microstoma a été décrite en 1969 par les ichtyologistes belges Max Poll (1908-1991) et Jean-Pierre Gosse (d) (1951-).

## Description
Malapterurus microstoma peut mesurer jusqu'à 55,5 cm de longueur totale pour les mâles et jusqu'à 54 cm pour les femelles.